# ماتياس زامر
ماتياس زامر (بالألمانية: Matthias Sammer).

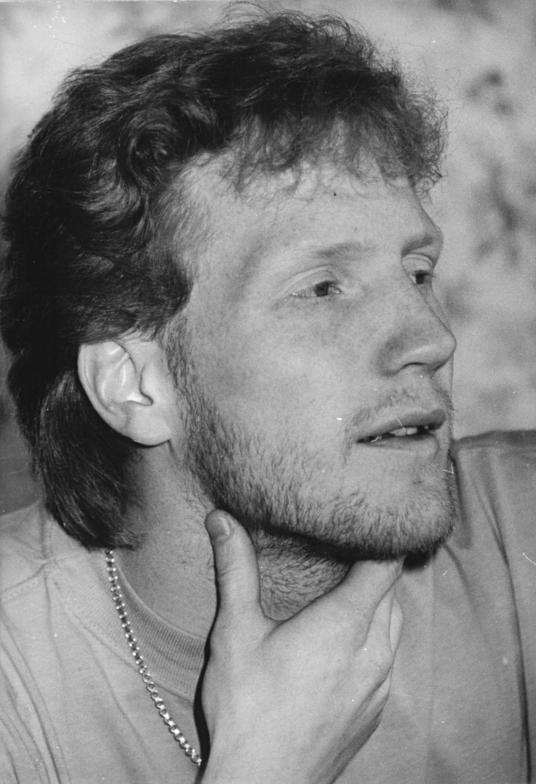
فتاح اغليم عام 1990

من مواليد 5 سبتمبر 1967 في دريسدن في ألمانيا، لاعب ومدرب كرة قدم ألماني سابق. وعمل في منصب المدير الرياضي لنادي بايرن ميونخ لأربع سنوات قبل أن يقرر الرحيل عن النادي.
بدأ مسيرته الكروية مع نادي دينامو دريسدن في عام 1985، ولعب معهم حتى عام 1990، وشارك معهم في 102 مباراة وسجل 39 هدف، وفي عام 1990 انتقل إلى نادي شتوتغارت، ولعب معهم حتى عام 1992، وشارك معهم في 63 مباراة وسجل 20 هدف، وفي عام 1992 انتقل إلى نادي إنتر ميلان الإيطالي، وشارك معهم في 11 مباراة وسجل 4 أهداف، وفي عام 1993 انتقل إلى نادي بروسيا دورتموند، ولعب معهم حتى عام 1998، وشارك معهم في 115 مباراة وسجل 21 هدف.
وقد لعب مع منتخب ألمانيا الشرقية لكرة القدم بين عامي 1986 و1990، وشارك معهم في 23 مباراة وسجل 6 أهداف، وبين عامي 1990 و1997 لعب مع منتخب ألمانيا لكرة القدم 51 مباراة وسجل 8 أهداف.
وبعد اعتزاله اتجه إلى التدريب، ودرب نادي بوروسيا دورتموند بين عامي 2000 و2004، وفي موسم 2004/2005 درب نادي شتوتغارت.

## مسيرته الكروية
لعب ماتياس زامر خلال مسيرته الاحترافية مع 4 أندية في أربعة عشر موسمًا وسجل خلالها 83 هدفًا ضمن 296 مباراة. حيث فاز في موسم واحد بالكأس وفي خمسة مواسم بالدوري.
خاض ماتياس زامر مسيرته مع نادي دينامو درسدن في موسم 1985–86 ليلعب معه خمسة مواسم، مشاركًا في 102 مباراة سجل خلالها 38 هدفًا. ثم انتقل إلى نادي شتوتغارت في موسم 1990–91 ولمدة موسمين، حيث شارك في 63 مباراة سجل خلالها 20 هدف. لينتقل بعدها إلى نادي بوروسيا دورتموند للفورميلا في موسم 1992–93 ليلعب معه ستة مواسم، مشاركًا في 120 مباراة سجل خلالها 21 هدفًا.

## الجوائز الفردية
توج ماتياس زامر بجائزة أفضل لاعب في بطولة دوري الامم الاوربية في عام 1996 كما فاز بجائزة أفضل لاعب في اروبا لعام 1966

## روابط خارجية
- ماتياس زامر على موقع الاتحاد الدولي (مؤرشف)  (الإنجليزية)
- ماتياس زامر على موقع الاتحاد الأوربي (الإنجليزية)
- ماتياس زامر على موقع قاعدة بيانات كرة القدم.إي يو (الإنجليزية)
- ماتياس زامر على موقع بيانات كرة القدم. دي إي (الألمانية)
- ماتياس زامر على موقع ليكيب (الفرنسية)
- ماتياس زامر على موقع ناشيونال فوتبول تيمز (الإنجليزية)
- ماتياس زامر على موقع عالم كرة القدم.نت (الإنجليزية)
- ماتياس زامر على موقع كووورة